# Labiduridae
Famille
Les Labiduridae sont une famille de dermaptères connus généralement sous le nom de perce-oreilles.
Il y a 71 espèces dans neuf genres dont un fossile.
Ils ont une répartition mondiale en dehors de l'Antarctique.
L'une des espèces les plus connues est Labidura riparia

## Liste des sous-familles
Selon ITIS :
- sous-famille Labidurinae Verhoeff, 1902
- sous-famille Nalinae Steinmann, 1975

## Genres
- Labiduromma Scudder, 1890 (fossile)

Allostethinae Verhoeff, 1904
- Allostethella Zacher, 1910
- Allostethus Verhoeff, 1904
- Gonolabidura Zacher, 1910
- Protolabidura Steinmann, 1985

Labidurinae Burr, 1909
- Forcipula Bolivar, 1897
- Labidura Leach, 1815
- Tomopygia Burr, 1904

Nalinae Steinmann, 1975
- Nala Zacher, 1910